# Pleurosira
Pleurosira ist eine Gattung der Kieselalgen (Bacillariophyta) mit nur einigen wenigen Arten, die in Süß- und Meerwasser vorkommen. 

## Merkmale
Pleurosira ist eine zentrische Kieselalge. Sie bildet Ketten aus sehr großen Zellen. Die Einzelzellen haben die für Kieselalgen typische Schale aus zwei Theken, die sehr feine Poren besitzen. Die Schalen sind in der Seitenansicht rechteckig, in Schalenansicht elliptisch. Die Zelle ist unbeweglich. Sie enthält einen zentralen Zellkern, der an sichtbaren Plasmafäden aufgehängt ist. Die vielen, linsenförmigen Plastiden sind wandständig und durch Fucoxanthin goldbraun gefärbt. Die Einzelzellen sind an ihren Ecken durch Gallertepolster miteinander verbunden und bilden daher zickzackförmige Ketten.
Die ungeschlechtliche Fortpflanzung erfolgt durch die typische Zweiteilung der Kieselalgen, die zur Verkleinerung der Zellen führt. Geschlechtliche Fortpflanzung ist nicht bekannt.

## Vorkommen
Pleurosira wächst auf anderen Algen sitzend. Sie kommt in warmen Fließgewässern vor, die auch salzbelastet sein können. Pleurosira ist in Mitteleuropa ursprünglich nicht heimisch und hat sicher hier erst an vom Menschen geschaffenen Sonderstandorten ansiedeln können, wie im Bereich von Kühlwassereinleitungen oder in Flüssen mit höherer Salzkonzentration.

## Belege
- Karl-Heinz Linne von Berg, Michael Melkonian u. a.: Der Kosmos-Algenführer. Die wichtigsten Süßwasseralgen im Mikroskop. Kosmos, Stuttgart 2004, ISBN 3-440-09719-6, S. 250.